# Cave Island (ö i Bermuda)
Cave Island är en ö i Bermuda (Storbritannien).   Den ligger i parishen St. George's, i den nordöstra delen av landet, 12 km nordost om huvudstaden Hamilton.